# МАЗ-500
МАЗ-500 — радянський вантажний автомобіль, що випускався на Мінському автомобільному заводі.

## Історія моделі
До 7 листопада 1958 року на Мінському автомобільному заводі були зібрані перші зразки автомобілів МАЗ-500 і МАЗ-503 перспективного безкапотного сімейства — подія, яка багато в чому зумовила подальший розвиток МАЗу. У конструкції перших зразків використовувалися вузли від автомобілів 200-го сімейства (зокрема, чотирициліндровий двотактний двигун ЯАЗ-204). По мірі підготовки автомобіля до серійного випуску конструкція його безперервно вдосконалювалась. Зовні ж дослідні автомобілі різних років створення можна відрізнити за екстер'єром кабіни, який неодноразово змінювався — всього було створено не менше шести варіантів оформлення кабіни. При цьому, до 1963 року оформлення екстер'єру кабіни прийняло свій остаточний вигляд.
Перші серійні вантажівки МАЗ-500 зійшли з конвеєра в березні 1965 року, при цьому невеликі пробні збірки вантажівок МАЗ-500 на конвеєрі почалася ще в 1963 році і весь цей час було використано на налагодження техпроцесів виробництва, часто абсолютно нових для заводчан. Також однією з причин початку дослідно-промислового випуску МАЗ-500 лише в 1963 році була і та, що Ярославський моторний завод (до 17 квітня 1958 року — Ярославський автомобільний завод) зміг почати стійкий серійний випуск V-подібних 180-сильних шестициліндрових дизелів ЯМЗ-236 V6 об'ємом 11,15 л потужністю 180 к.с. для нової машини тільки в 1962 році, хоча формально серійно виготовляється вони стали з жовтня 1961 року.
31 грудня 1965 року з головного конвеєра зійшов останній автомобіль 200-го сімейства МАЗів і з 1966 року завод повністю перейшов на випуск автомобілів сімейства МАЗ-500, постійно нарощуючи їх виробництво.
У створенні нових машин взяв участь цілий колектив конструкторів, очолюваний Михайлом Висоцьким. Разом з ним працювали Н. Кузьмін, Л. Гілельс, А. Вагонний, І. Демидович, а також молоді художники-конструктори Н. Янкова, Л. Лаврентьєва і Ф. Ревзіна. За створення великовантажних автомобілів і автопоїздів сімейства МАЗ-500 групі фахівців заводу присвоїли звання лауреатів Державної премії СРСР.
На відміну від попередника, МАЗ-500 мав компонування з кабіною над двигуном, що дозволило трохи знизити вагу машини і збільшити довжину вантажної платформи, що в підсумку призвело до збільшення вантажопідйомності на 500 кг, при цьому експлуатаційний витрата палива знизилася на 10%.
Базовим варіантом став бортовий з дерев'яною платформою МАЗ-500 вантажопідйомністю 7500 кг з колісною базою 3850 мм. Автомобіль мав характерну декоративну облицювання решітки радіатора з 14-ти вертикальних ребер, кожух, прикріплений до задньої стінки кабіни. Автомобілі комплектувалися 5-ступінчастою коробкою передач з синхронізаторами на чотирьох вищих передачах і гідропідсилювачем керма. МАЗ-500 і завдяки потужному двигуну міг буксирувати причіп повною масою 12 000 кг, долаючи підйоми крутизною до 20 градусів і розвиваючи з повним навантаженням швидкість 75 км/год. При цьому його експлуатаційний витрата палива становив 25 л на 100 км.
Перехід на абсолютно нову конструкцію без уніфікації з колишньою, застарілої, дозволив упровадити безліч прогресивних технічних рішень. У їх числі — планетарні редуктори в ступицах задніх коліс, гідропідсилювач керма, телескопічні амортизатори подвійної дії, а також відкидається вперед кабіна — принципово нове для вантажівок великої вантажопідйомності тих років рішення.
Нове «п'ятисоте» сімейство являло собою модельний ряд, у який крім різних варіантів бортових автомобілів також входили самоскид, сідловий тягач, лісовоз, шасі для розміщення на ньому різного спеціального устаткування і ще деякі. Шасі МАЗ-500 довгі роки служило базою для встановлення найширшого спектру спецнадбудов.
У 1970 році на зміну МАЗ-500 прийшов МАЗ-500А з подовженою на 100 мм колісною базою і збільшеною до 8 тонн вантажопідйомністю, який виготовлявся до 1977 року.

## Модифікації
Модифікації базового МАЗ-500 колісної формули 4х2:
- МАЗ-500Ш — шасі під комплектацію
- МАЗ-500В — бортовий з металевою платформою
- МАЗ-500Г — довгобазний бортовий
- МАЗ-500С (МАЗ-512) — північний варіант
- МАЗ-500Ю (МАЗ-513) — тропічний варіант
- МАЗ-505 — повнопривідний.